# 卢云亭
卢云亭（？—？），河南人，清朝政治人物。
卢云亭曾于1829年接替贺崇禧任华亭县知县一职，同年由张之杲接任。